# Mont Washington (New Hampshire)
Pour les articles homonymes, voir Mont Washington.
Le mont Washington est le point culminant du Nord-Est des États-Unis avec une altitude de 1 917 mètres. Il se situe dans les montagnes Blanches dans le comté de Coös. La plus grande partie du mont se situe dans la forêt nationale de White Mountain et le parc d'État du Mont-Washington.

## Toponymie
La montagne est appelée Agiocochook, la « demeure du grand esprit », par les Amérindiens. Une expédition scientifique menée par le géologue Dr Cutler nomme le sommet mont Washington en 1784.

## Géographie

### Topographie
Alors que le versant occidental, que gravit le Cog Railway, est régulier depuis sa base, les autres versants sont plus complexes. Au nord, Great Gulf, le plus vaste cirque glaciaire de la montagne, est entouré par les « Northern Presidentials », à savoir les monts Clay, Jefferson, Adams et Madison. Ces sommets atteignent largement la zone alpine, au-delà de la limite des arbres. L'imposante arête Chandler s'étend au nord-est depuis le sommet du mont Washington pour former le mur sud de l'amphithéâtre. Il est arpenté par une route automobile jusqu'à la cime.
À l'est du sommet, un petit plateau connu sous le nom d'Alpine Gardens (littéralement « jardins alpins ») s’étend au sud de l'arête Chandler à environ 1 600 mètres d'altitude. Il est remarquable pour ses espèces de plantes endémiques aux prairies alpines des montagnes Blanches ou habituellement répandues dans les milieux arctiques. Le plateau se prolonge à l'est en plongeant dans deux cirques, les ravines Huntington et Tuckerman.
Au sud du sommet, un second plateau, plus vaste, Bigelow Lawn, s'étend entre 1 500 et 1 700 mètres d'altitude. Le sommet secondaire Boott Spur, puis l'arête Montalban incluant les monts Isolation et Davis, le prolongent au sud, tandis que les « Southern Presidentials », autrement dit les monts Monroe, Franklin, Eisenhower, Pierce, Jackson et Webster, s'étendent au sud-ouest jusqu'à Crawford Notch. Ces deux arêtes sont séparées par Oakes Gulf.

### Climat

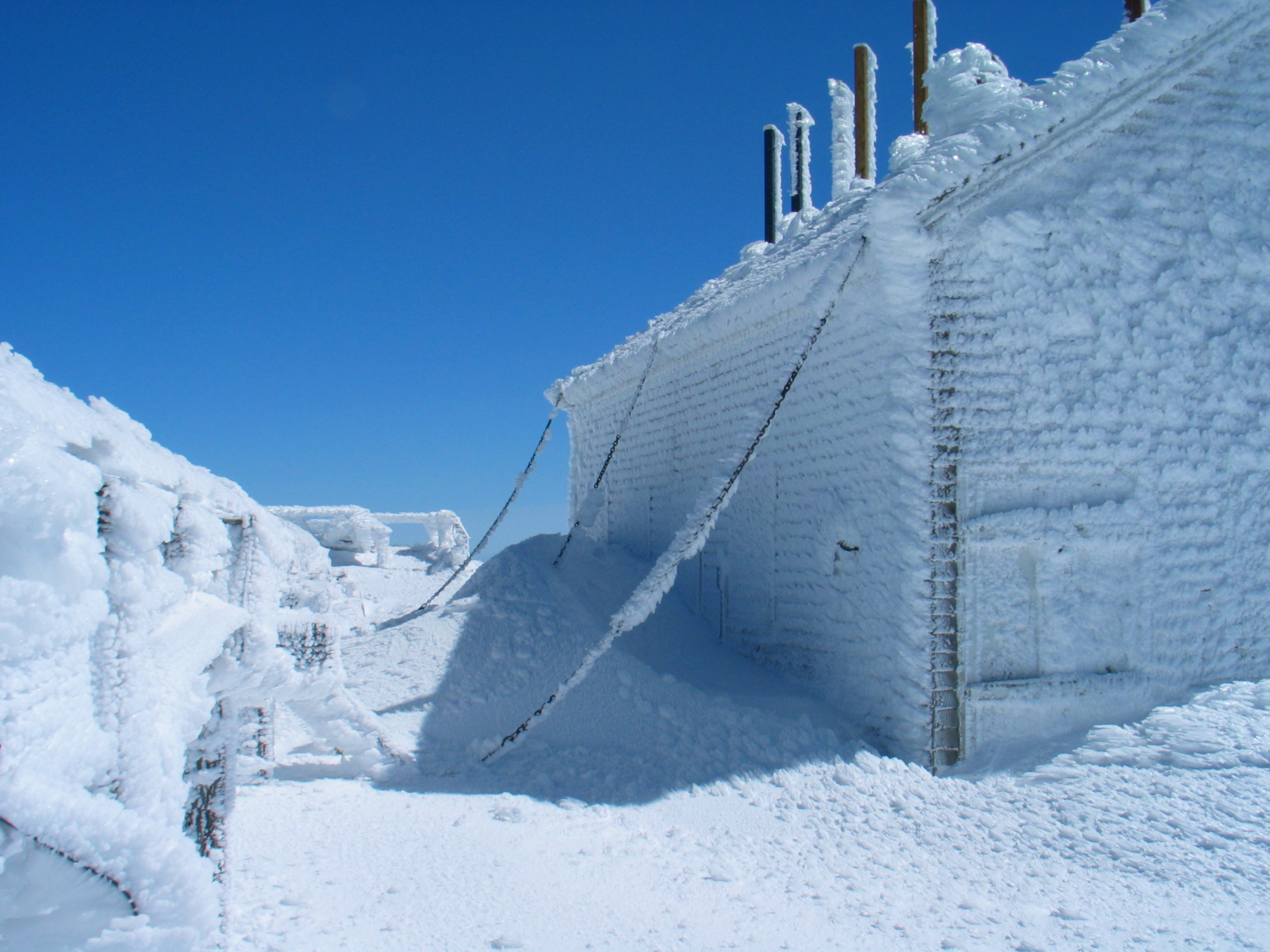
Bâtiment original attaché avec des chaînes en hiver.

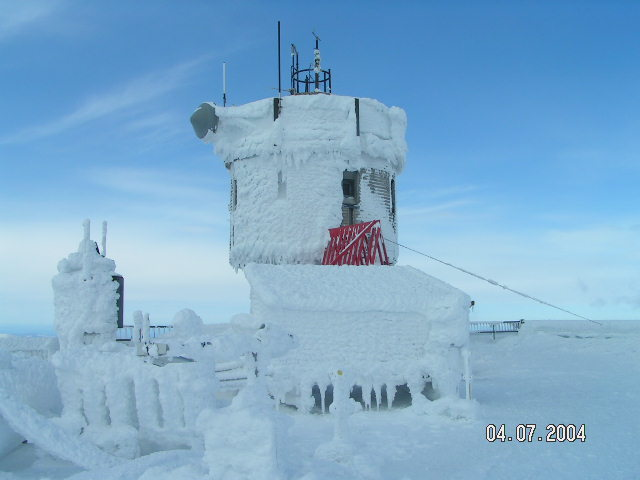
Observatoire actuel du mont Washington.

Le premier observatoire météorologique au sommet du mont Washington a été construit en 1870 par le Service des transmissions de l'armée de terre des États-Unis, l'ancêtre du service météorologique actuel. Il s'agissait du premier observatoire mondial permanent au sommet d'une montagne. Les données y ont été prises jusqu'en 1892 puis l'observatoire a été abandonné. En 1931, Charles Franklin Brooks, fondateur de l'American Meteorological Society, devint le président du groupe local fondé pour sa remise en état. En 1932, le bâtiment actuel a été construit par un groupe de passionnés de météorologie et que les mesures ont reprises de façon ininterrompue.
Le mont Washington est témoin de l'une des plus mauvaises météos du globe. C'est d'ailleurs là qu'a été relevé le vent le plus fort au monde de 372 km/h le 12 avril 1934,, jusqu'à ce qu'il soit battu par un record de 408 km/h survenu sur l'île de Barrow en Australie, le 10 avril 1996. En février 2023, le mont Washington connaît des records de froid, avec une température réelle de −44 °C et un ressenti estimé à −78 °C en raison de vents supérieurs à 200 km/h,,.
L'observatoire est maintenu par des volontaires qui peuvent accéder au sommet en 90 minutes en été grâce à une route goudronnée. En hiver, la route est fermée à cause des accumulations de neige, le personnel est donc transporté à bord d'autoneiges munies d'une lame biaise permettant de se frayer un chemin dans les congères, lorsque les conditions le permettent. Chaque volontaire séjourne huit jours à l'observatoire et travaille 12 heures par jour. L'équipe complète est de quatre à six personnes. Avant le développement de ces véhicules, les volontaires demeuraient au sommet de la montagne durant tout l'hiver.
| Mois                                        | jan.       | fév.         | mars          | avril       | mai        | juin       | jui.       | août       | sep.      | oct.       | nov.       | déc.       | année              |
| ------------------------------------------- | ---------- | ------------ | ------------- | ----------- | ---------- | ---------- | ---------- | ---------- | --------- | ---------- | ---------- | ---------- | ------------------ |
| Température minimale moyenne (°C)           | −20,1      | −19,1        | −15           | −8,1        | −1,2       | 4,2        | 6,7        | 6,1        | 2,3       | −4,4       | −10,4      | −16,8      | −6,3               |
| Température moyenne (°C)                    | −15,1      | −14,3        | −10,6         | −4,5        | 2          | 7,2        | 9,5        | 9          | 5,3       | −1         | −6,3       | −12,2      | −2,58              |
| Température maximale moyenne (°C)           | −10,2      | −9,6         | −6,3          | −0,9        | 5,2        | 10,2       | 12,3       | 11,8       | 8,4       | 2,4        | −2,2       | −7,6       | 1,1                |
| Record de froid (°C) date du record         | −44 1934   | −43 1943     | −39 1950      | −29 1995    | −19 1966   | −13 1945   | −4 2001    | −7 1986    | −13 1992  | −21 1939   | −29 1958   | −43 1933   | −44 jan. 1934      |
| Record de chaleur (°C) date du record       | 9 2013     | 6 1981, 1999 | 12 1998, 2012 | 16 1976     | 19 1977    | 22 2003    | 22 1953    | 22 1975    | 21 1999   | 17 2005    | 11 1982    | 8 2001     | 22 août 1975       |
| Ensoleillement (h)                          | 92         | 106,9        | 127,6         | 143,2       | 171,3      | 151,3      | 145        | 130,5      | 127,2     | 127,1      | 82,4       | 83,1       | 1 487,6            |
| Record de vent (km/h) date du record        | 276,8 1985 | 267,2 1992   | 289,7 1942    | 371,75 1934 | 263,9 1945 | 218,9 1941 | 247,8 1996 | 228,5 1954 | 280 1979  | 259,1 1943 | 262,3 1983 | 286,5 1980 | 371,75 avril 1934  |
| Précipitations (mm)                         | 163,6      | 172          | 194,8         | 189         | 207,8      | 213,4      | 222,8      | 211,3      | 204       | 235,5      | 250,2      | 196,3      | 2 460,5            |
| dont neige (cm)                             | 111,8      | 101,9        | 114,6         | 90,4        | 31         | 2,5        | 0          | 0,3        | 5,6       | 44,7       | 96         | 115,6      | 714,2              |
| Record de neige en 24 h (cm) date du record | 61 1978    | 124,5 1969   | 68,6 1969     | 68,6 1988   | 56 1967    | 12,7 1988  | 2,5 1957   | 5 1965     | 17,8 1986 | 63,5 2005  | 63 1968    | 94 1968    | 124,5 février 1969 |
| Nombre de jours avec neige                  | 19,3       | 17,3         | 16,6          | 13,1        | 6,4        | 0,9        | 0,1        | 0,2        | 1,7       | 9,1        | 14,6       | 19,2       | 118,5              |

## Histoire
Le premier Européen à mentionner la montagne est Giovanni da Verrazzano, en 1524, qui l'aperçoit depuis l'océan Atlantique et le décrit comme une « haute montagne de l'intérieur ». L'Irlandais Darby Field affirme avoir réalisé sa première ascension en 1642.

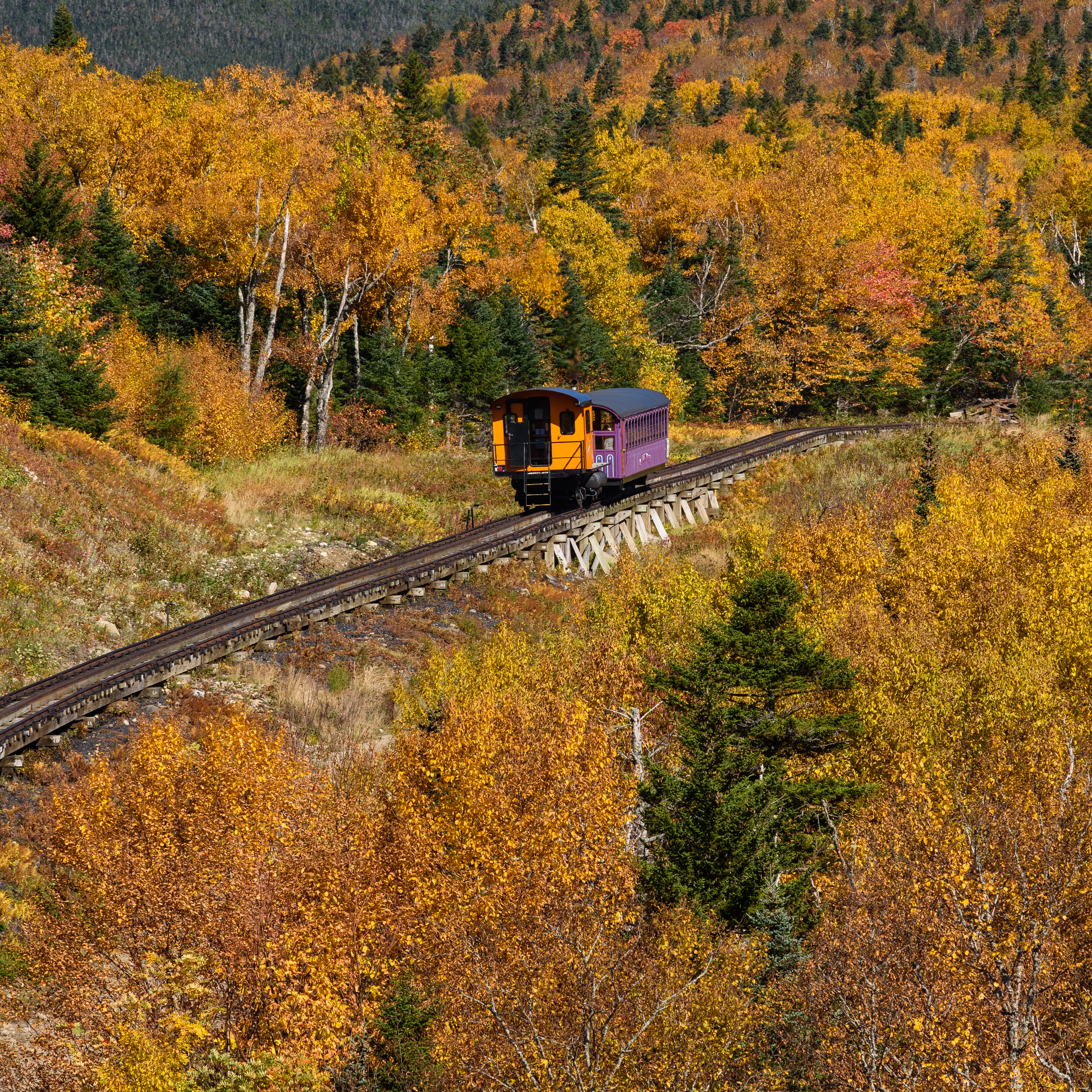
Le chemin de fer à crémaillère du Mont Washington, une locomotive M-7 Kenison, en train de monter.

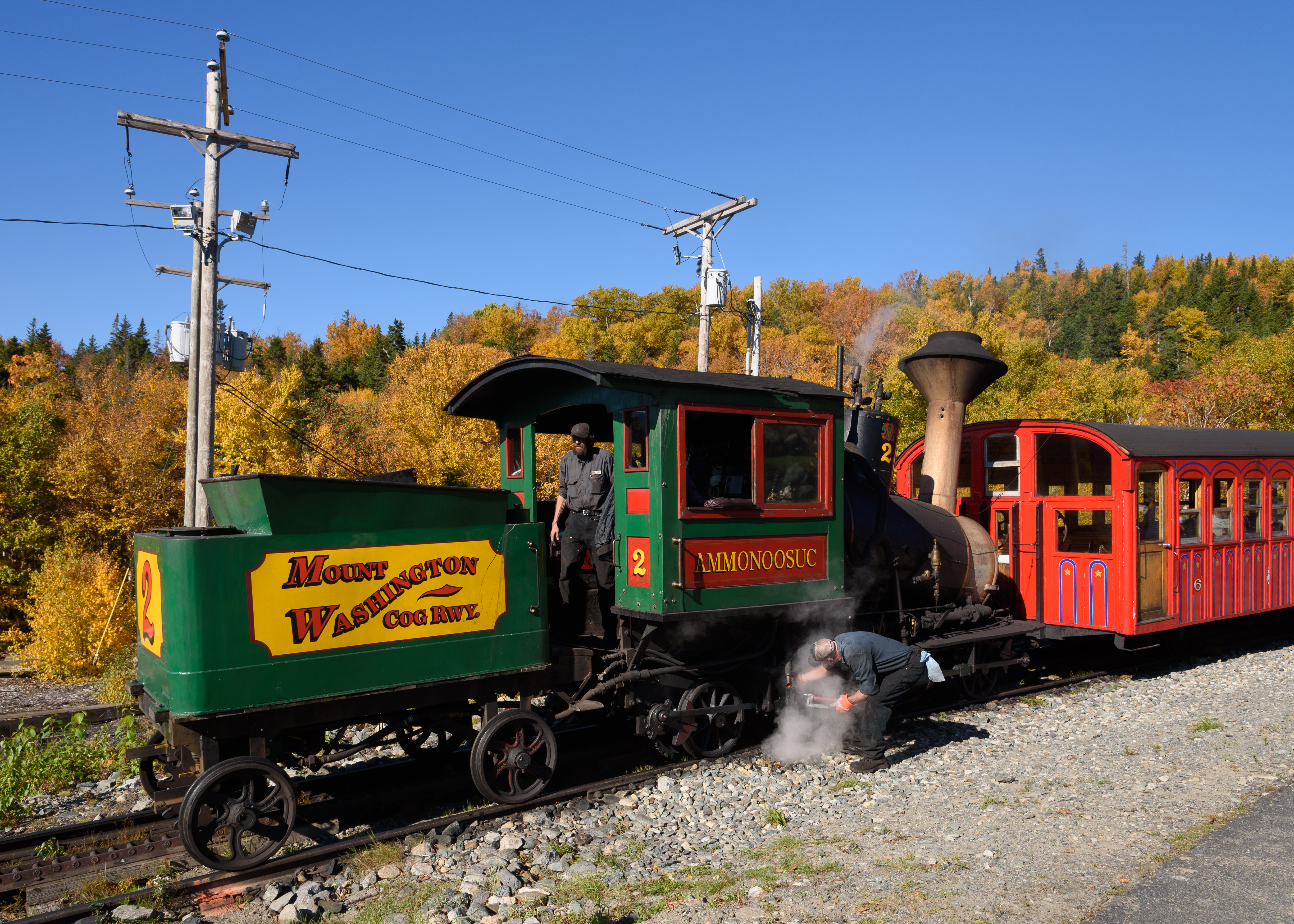
La locomotive Ammonoosuc du Mount Washington Cog Railway en cours d'entretien.

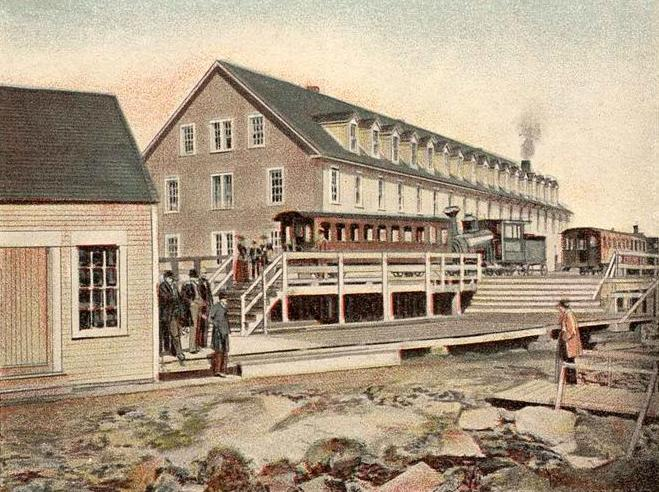
Carte postale de 1904 représentant la seconde Summit House au sommet.

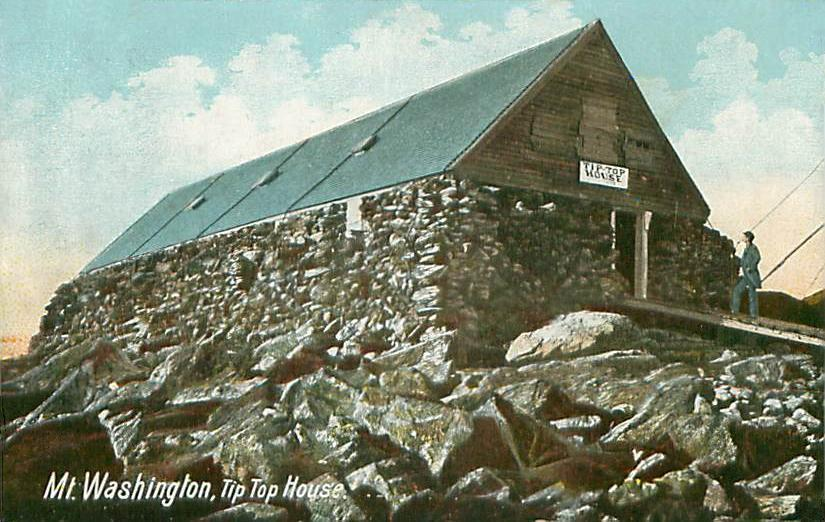
Carte postale de 1908 représentant la Tip-Top House.

Le Crawford Path, le plus ancien sentier de randonnée des États-Unis, est créé en 1819 comme chemin muletier depuis les gorges de Crawford Notch jusqu'au sommet et est resté en usage depuis cette époque. Ethan Allen Crawford construit un gîte au sommet en 1821 qui résiste jusqu'à une tempête cinq ans plus tard. Il faut attendre le milieu du XIXe siècle pour que la montagne devienne une destination touristique majeure du pays, avec la construction de nouveaux sentiers et de deux hôtels. La Summit House, un bâtiment en pierre de 20 mètres de long dont le toit est attaché par quatre lourdes chaînes, est ouverte en 1852. L'année suivante, la Tip-Top House est érigée pour lui faire concurrence. Reconstruite en bois avec 91 chambres en 1872-1873, la Summit House brûle en 1908 avant d'être remplacée par un bâtiment en granite en 1915. Seule la Tip-Top House résiste au feu ; elle est désormais classée au National Register of Historic Places et a été récemment rénovée pour abriter des expositions. Parmi les attractions de l'époque victorienne figure également un chemin pour diligences tracé en 1861, constituant actuellement la Mount Washington Auto Road, ainsi que le chemin de fer à crémaillère du Mont Washington, un chemin de fer à crémaillère mis en place en 1869, tous deux étant encore en service.
Pendant quarante ans, un journal apériodique appelé Among The Clouds, est publié par Henry M. Burt au sommet chaque été, jusqu'en 1917. Les tirages sont distribués par la voie ferrée puis aux hôtels et autres points de vente alentour.
Les conditions météorologiques liées aux vents et au relief ont attiré les pilotes de planeurs dans le ciel au-dessus du chaînon Presidential  depuis 1938. Des vols à plus de 9 000 mètres d'altitude ont été effectués dans les ondes atmosphérique créées par le mont Washington et les sommets environnants. Le mont Washington est depuis 2005 désigné National Landmark of Soaring (en).
En novembre 2010, Mount Washington devient une marque commerciale et des actions sont menées par les dépositaires afin d'en restreindre l'usage légal,,.

## Activités

### Randonnée

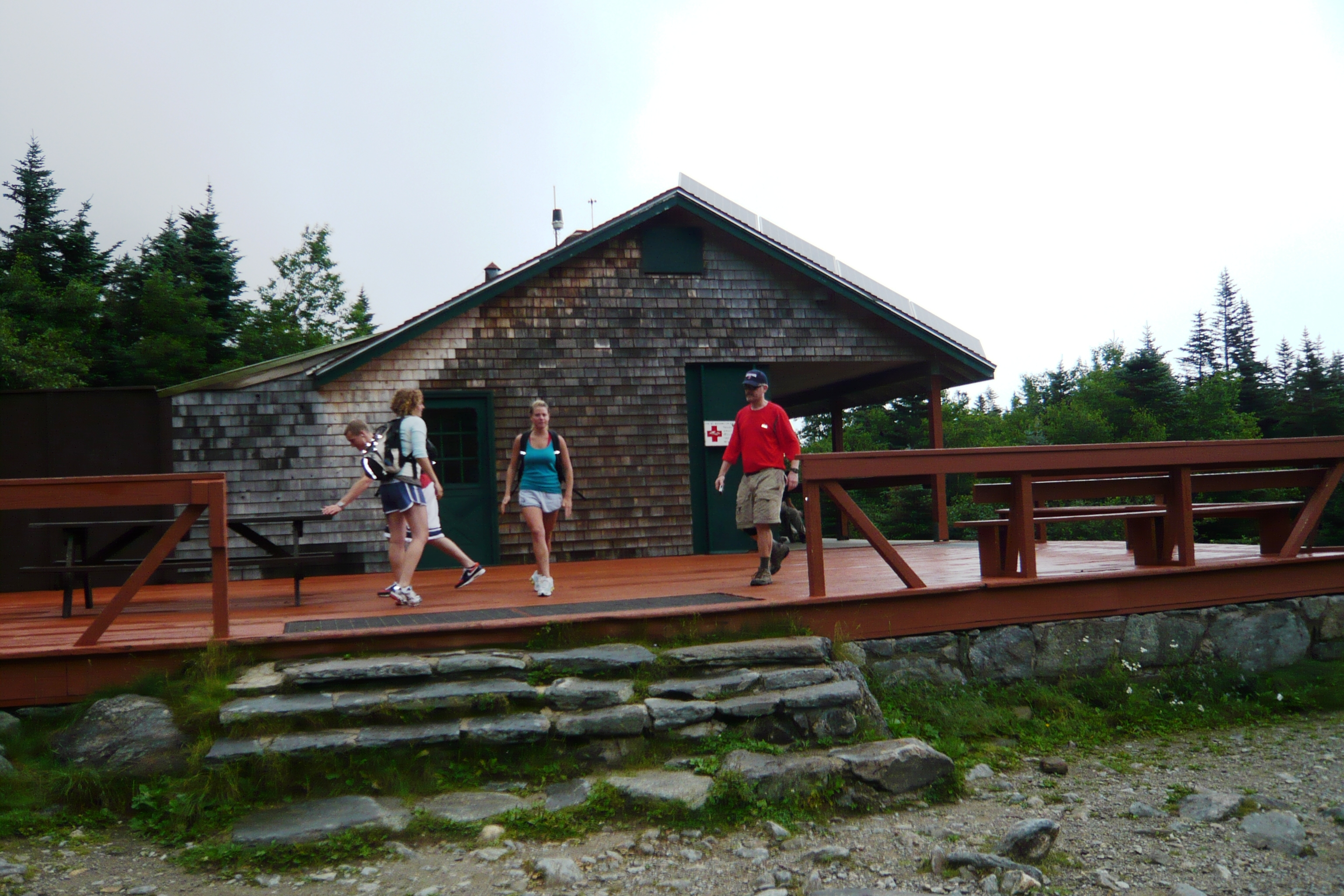
Touristes à l'abri pour les soins de Tuckerman Ravine.

Le mont Washington offre de nombreuses possibilités de randonnées, de toutes difficultés. C'est l'une des montagnes les plus fréquentées en Amérique (250 000 personnes se rendent au sommet chaque année). La « marchandisation » du sommet est d'ailleurs devenue un problème avec l'observatoire météorologique, le restaurant, la boutique de souvenirs, la gare pour son train à crémaillère, l’auto road panoramique avec son stationnement d'automobiles. L'auberge rustique Lakes of the Clouds Hut, localisée sur l'épaule sud du mont Washington, offre l'hébergement aux randonneurs. Ceci permet d'observer une très vaste zone alpine avec sa diversité botanique.

### Courses
L'auto road accueille des courses de côte automobiles, cyclistes et de course à pied. Créée en 1936, la course du Mont Washington a lieu annuellement en juin depuis 1966. En août depuis 1973, a lieu la Mount Washington Hillclimb. La course de côte du Mont Washington s'est tenue de manière irrégulière entre 1904 et 2001, puis comme course historique depuis 2004.

### Ski de randonnée

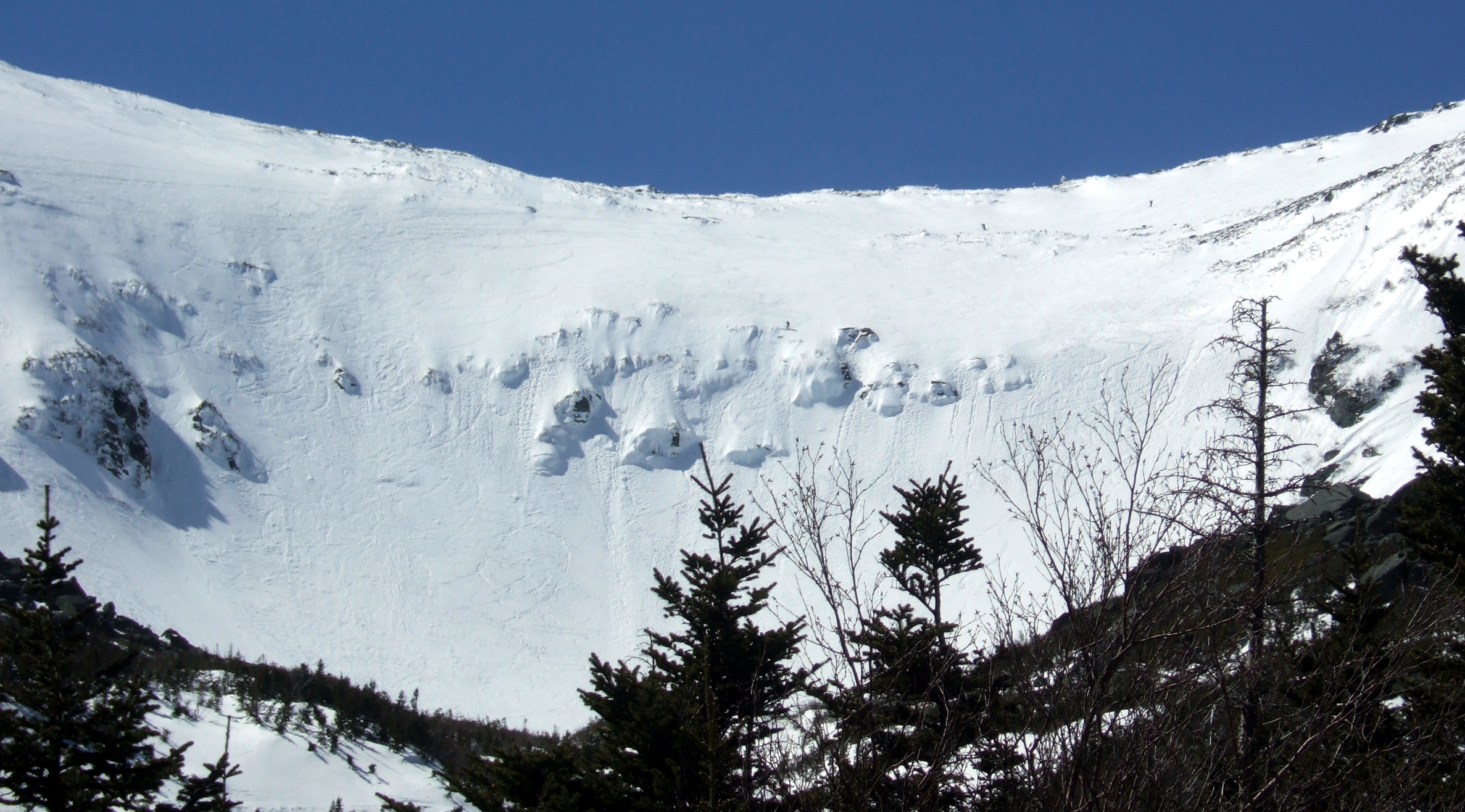
Skieurs dans le cirque de Tuckerman Ravine bowl.

Le mont Washington attire aussi des centaines de skieurs au printemps, alors que la neige est présente en abondance dans le Tuckerman Ravine, au moins jusqu’à la fin juin. Comme il n'y a aucune remontée mécanique, les skieurs doivent grimper le Tuckerman Ravine avant d'effectuer une descente.

### Escalade
La montagne offre aussi des possibilités d’escalade de roche, de glace et d’alpinisme, principalement dans Huntington Ravine. Au printemps, les avalanches de neige sont courantes dans les ravins et un bulletin est mis à jour constamment par les gardiens du parc sur les babillards des refuges et du centre d'accueil de Pinkham Notch.

### Protection environnementale
La quasi-totalité de la montagne se trouve dans la forêt nationale de White Mountain. Le parc d'État du Mont-Washington, une aire protégée de 240 hectares, entoure et inclut le sommet.

## Culture populaire
Le mont Washington a été l'objet de plusieurs peintures fameuses par l'école de la Nouvelle-Angleterre connues sous le terme de White Mountain art (en). Inspirés par les paysages de l'Hudson River School, plusieurs artistes de l'époque victorienne se rendent dans les montagnes Blanches à la recherche de sujets de représentations. Conway devient leur base. Leurs créations se répandent dans le monde entier, en particulier au château de Hampton Court. L'intérêt suscité par leur travail attire les visiteurs vers le mont Washington et sa région, lançant le tourisme dans ces montagnes.

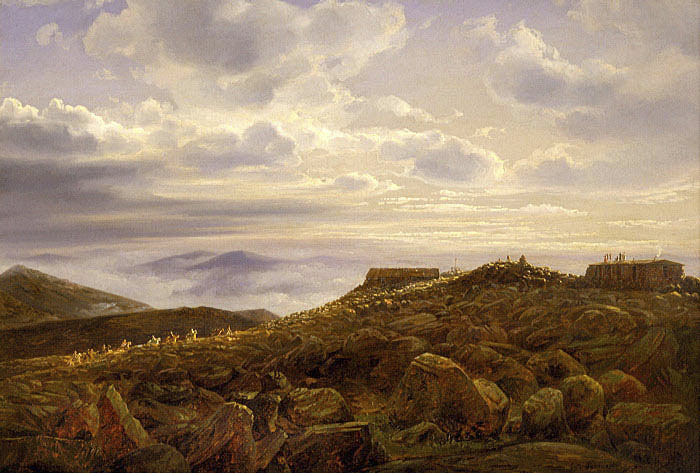
Ferdinand Richardt, Summit of Mount Washington in the White Mountains, 1857.
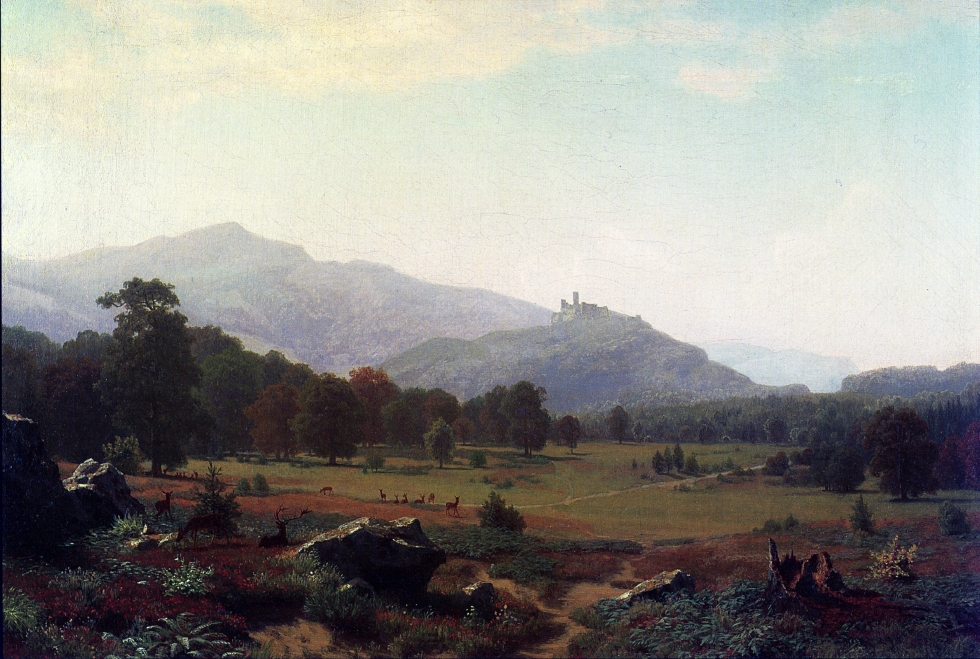
Albert Bierstadt, Autumn in the Conway Meadows looking towards Mount Washington, New Hampshire, 1858.
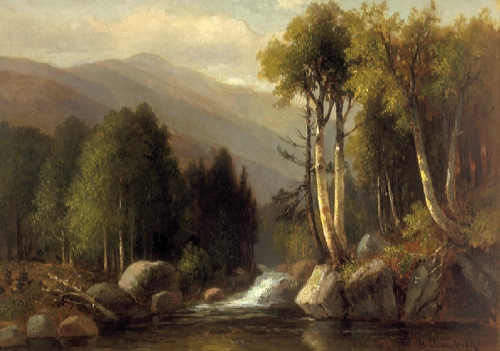
Benjamin Champney, Mount Washington, sans date.
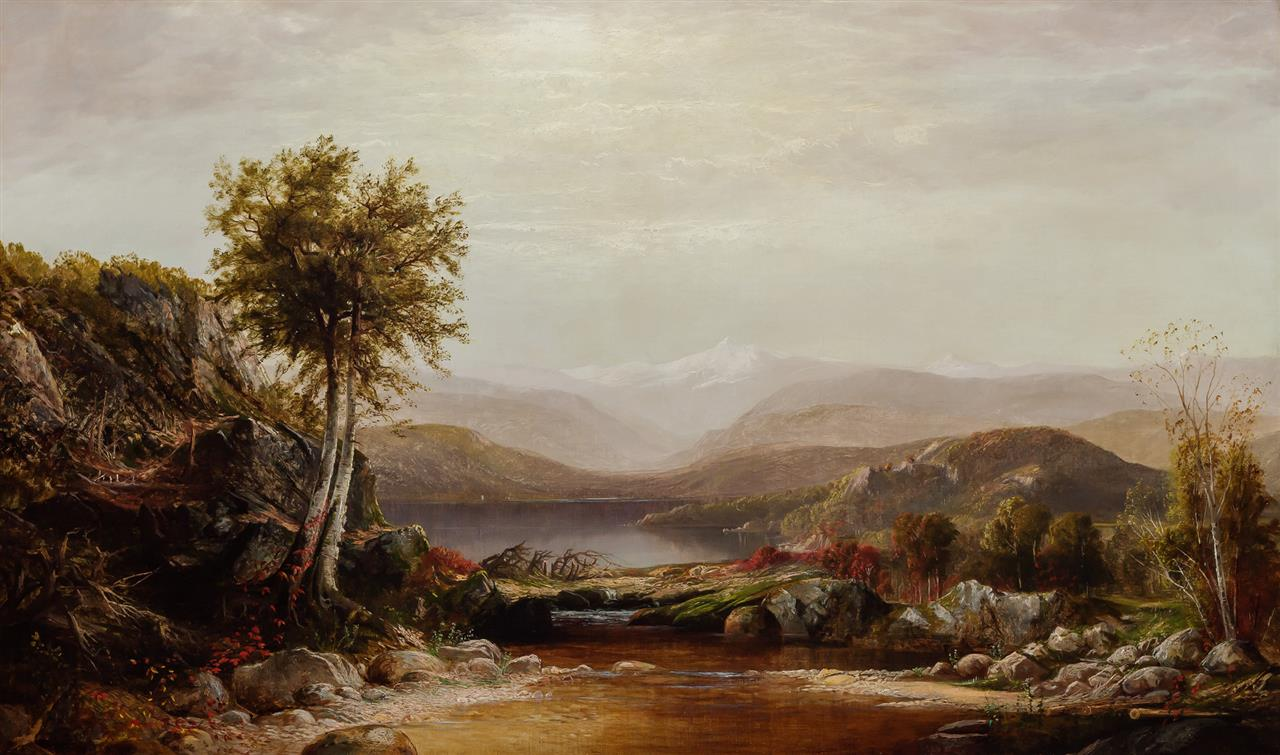
Harrison Bird Brown, Mount Washington, sans date.
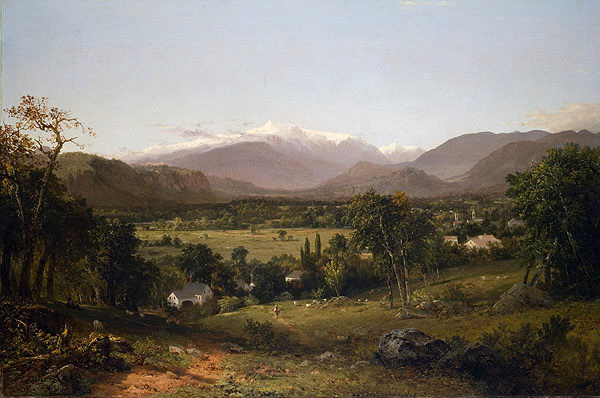
John F. Kensett, Mount Washington from the Valley of Conway, 1869.
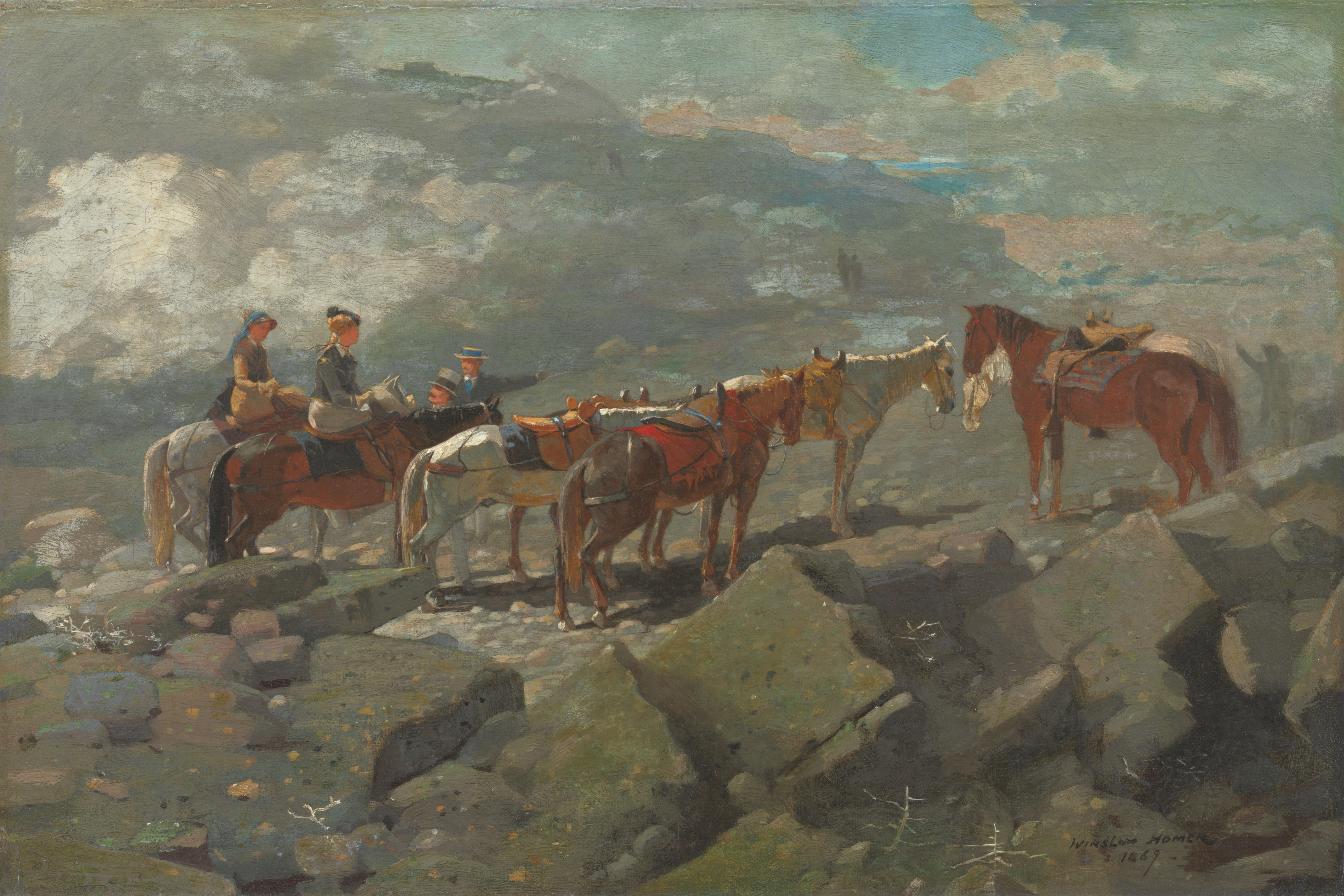
Winslow Homer, Mount Washington, 1869.
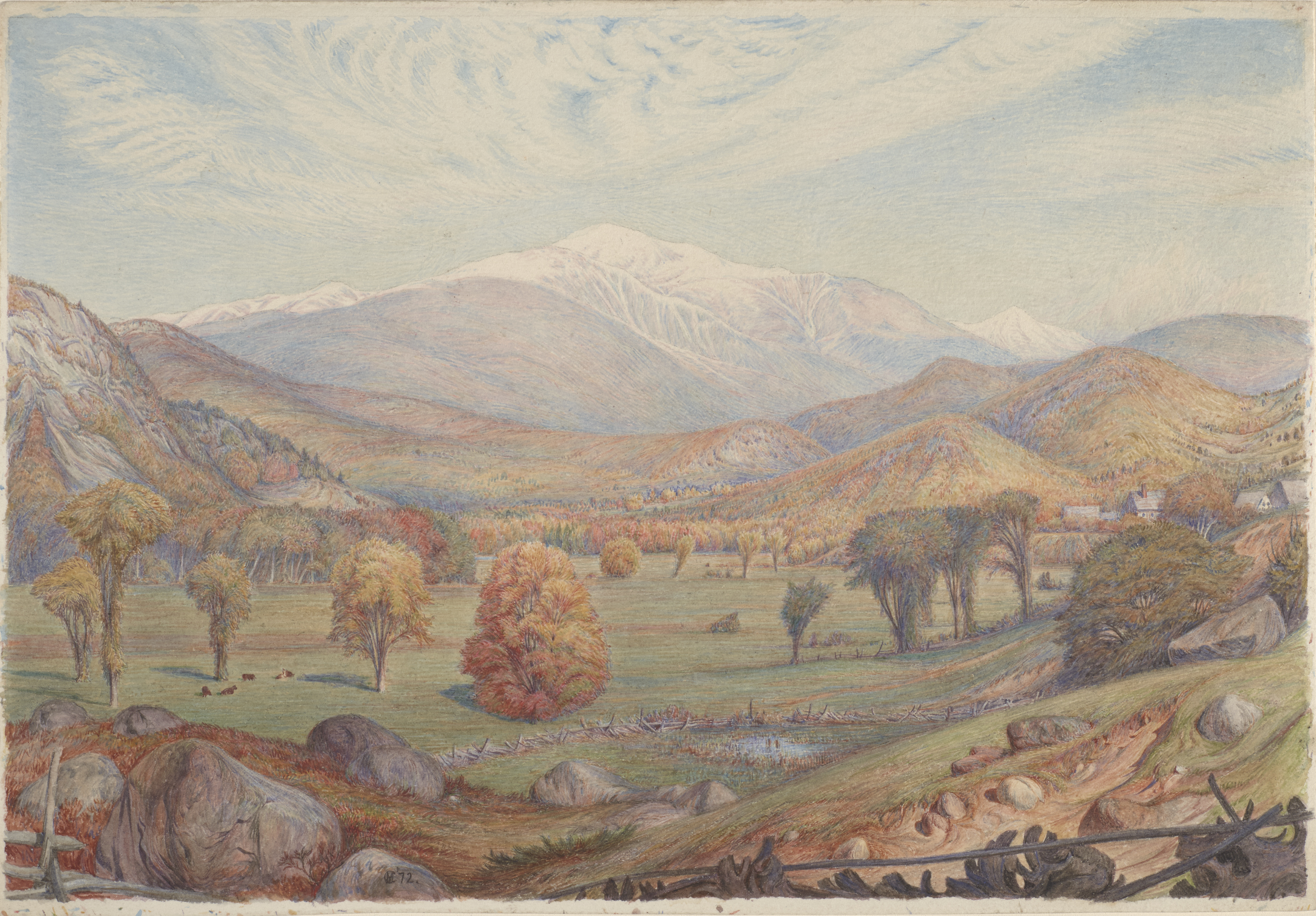
Charles Herbert Moore, Mount Washington, 1872.

Des hommages musicaux ont également été rendus, comme la Symphony no. 64, Op. 422 (Agiochook), composée vers 1990 par l'Américain Alan Hovhaness et dédiée au mont Washington, que le compositeur avait gravi dans sa jeunesse.